# Ulvekvinden
Ulvekvinden er en amerikansk stumfilm fra 1916 af Raymond B. West.

## Medvirkende
- Louise Glaum som Leila Aradella
- Howard C. Hickman som John Morton
- Charles Ray som Rex Walden
- Wyndham Standing som Franklin Walden
- Gertrude Claire som Mrs. Walden